# 2012-es US Open (tenisz)
A 2012-es US Open (amerikai nyílt teniszbajnokság) az év negyedik Grand Slam-tornája, egyben a US Open 132. versenye volt, amelyet New Yorkban, a Flushing Meadows kemény borítású pályáin rendeztek meg 2012. augusztus 27. és szeptember 10. között. Az eredeti program szerint szeptember 9-én, vasárnap ért volna véget a verseny, a több játéknapot is érintő esőzések miatt azonban a nők egyéni fináléját szombat helyett vasárnap, a férfiak döntőjét pedig hétfőn délután tudták lejátszani.

## Győztesek
Férfi egyes
A férfiak egyéni küzdelmét a brit Andy Murray nyerte meg, miután a 4 óra 54 percig tartó fináléban 7–6(10), 7–5, 2–6, 3–6, 6–2-re legyőzte a címvédő Novak Đokovićot. A skót játékos négy elveszített döntő után karrierje első Grand Slam-diadalát aratta. Személyében 1936 után először sikerült férfi egyesben megszereznie a győzelmet brit színekben versenyző játékosnak, akkor Fred Perry szintén a US Openen bizonyult a legjobbnak. Arra pedig Harold Mahony 1896-os wimbledoni sikere óta nem volt példa, hogy skót születésű játékos nyerje meg a négy nagy torna valamelyikét. Murray egyben az első játékos lett, aki ugyanabban az esztendőben olimpiai aranyérmet nyert s a US Openen is diadalmaskodott.
Női egyes
A nőknél Serena Williams szerezte meg a tornagyőzelmet, miután a 2 óra 18 perces döntőben 6–2, 2–6, 7–5-re felülmúlta  a világelső Viktorija Azarankát, a döntő szettben 3–5-ről megfordítva a mérkőzést. Williams pályafutása tizenötödik egyéni Grand Slam-győzelmét aratta, amivel megerősítette negyedik helyét a nyílt éra rangsorában Steffi Graf (22), Chris Evert és Martina Navratilova (18-18) mögött. A női tenisz örökranglistáján is csupán további két játékos előzi meg a negyedik US Openét megnyerő amerikai játékost: Margaret Court (24) és Helen Wills Moody (19). Az 1981-es születésű Serena az 1987-es tornát győztesen befejező Navratilova után az első harmincas éveiben járó játékos lett, aki meg tudta nyerni az amerikai nyílt teniszbajnokságot.
Férfi páros
A tornagyőzelmet a második kiemelt Bob Bryan–Mike Bryan-testvérpáros szerezte meg, a döntőben 6–3, 6–4-re felülmúlva a Lijendar Pedzs–Radek Štěpánek-duót. A Bryan fivérek pályafutásuk tizenkettedik közös Grand Slam-diadalukat aratták, ezzel egyedüli csúcstartókká váltak a nyílt érában. Korábban a Todd Woodbridge–Mark Woodforde-kettőssel holtversenyben vezették a rangsort, mostani győzelmükkel pedig beérték az örökranglista élén álló, győzelmeik egy részét az open érát megelőző időszakban szerző John Newcombe–Tony Roche-duót. Mivel 2005, 2008 és 2010 után a negyedik sikerüket érték el a US Openen, ebből a szempontból utolérték a nyílt érában eddig egyedüli rekorder Robert Lutz–Stan Smith-párost. Karrierje során Mike a nyolcvanharmadik páros tornagyőzelmét aratta, ezzel beérte az open éra ranglistáját vezető Woodbridge-et.
Női páros
A tornagyőzelmet Sara Errani és Roberta Vinci szerezte meg, miután a 76 perces fináléban 6–4, 6–2-re felülmúlták az Andrea Hlaváčková–Lucie Hradecká-duót.
Az olasz kettős a néhány hónappal korábban megnyert Roland Garros után már a második Grand Slam-tornáját fejezte be veretlenül, s egyben a tizenharmadik közös WTA-címüket szerezték meg párosban. Első alkalommal fordult elő, hogy két olasz játékos nyerte meg a női páros versenyt a US Openen. A sikernek köszönhetően Errani a páros világranglista élére, Vinci pedig a második helyére ugrott, elérve karrierjük legjobb pozícióját.
Vegyes páros
A vegyes párosok viadalát a Jekatyerina Makarova–Bruno Soares-duó nyerte meg, miután a fináléban – két mérkőzéslabdát is hárítva – 6–7(8), 6–1, [12–10]-re legyőzték a Květa Peschke–Marcin Matkowski-kettőst. Mindkét játékos először tudott Grand Slam-tornát nyerni, Makarova a 2010-es Australian Openen, oldalán a cseh Jaroslav Levinskývel már játszott egy döntőt vegyes párosban, de elveszítették, míg Soaresnek ez volt az első fináléja.

## Búcsúzók
Két korábbi világelső teniszező is ezen a tornán játszotta karrierje utolsó tétmérkőzéseit. Andy Roddick a verseny ideje alatt, a 30. születésnapján jelentette be a nyilvánosság előtt, hogy utoljára fog pályára lépni. Az amerikai játékos 13 évig tartó profi pályafutása alatt harminckét tornán szerezte meg egyéniben a végső győzelmet, köztük a 2003-as US Openen, amely egyetlen Grand Slam-diadala volt, s egyben 2012-ig az utolsó US Open, amelyet amerikai játékos nyert meg a férfiak mezőnyében. Főként rendkívül erős szerváiról s nagy tenyereseiről volt ismert. Az ő nevéhez fűződik az ATP történetének leggyorsabb adogatása, amely elérte a 155 mérföldes (249 km/h) sebességet (2004 szeptemberében ütötte egy Davis-kupa-találkozón). Utolsó profi mérkőzését 2012. szeptember 5-én, Juan Martín del Potro ellen játszotta a torna negyedik körében, ahol négy szettben, könnyek között búcsúzott. A világranglista 22. helyén állt ekkor.
Az 1997 óta profiskodó Kim Clijsters 2012 májusában jelentette be, hogy a US Open után visszavonul az aktív teniszezéstől. A belga játékos négy megnyert Grand Slam-döntőjéből hármat a US Openen játszott, 2005-ben, 2009-ben és 2010-ben. A 2009-es tornát mindössze néhány héttel azután nyerte meg, hogy több mint két évnyi kihagyást követően visszatért a pályára, s másfél évvel azután, hogy megszületett kislánya. Karrierje során negyvenegy WTA-tornán nem talált legyőzőre, a verseny ideje alatt még aktív játékosok közül csupán Serena Williams és nővére, Venus Williams volt képes ennél többre. Ezen a viadalon szokásától eltérően mindhárom versenyszámban elindult. Egyéniben a második körben búcsúzott, mivel meglepetésre kikapott a brit Laura Robsontól, aki első s egyben utolsó olyan nem kiemelt ellenfele volt a US Openen, akit nem tudott legyőzni. Párosban az első fordulóban esett ki honfitársával, Kirsten Flipkensszel az oldalán, a legutolsó mérkőzését pedig szeptember 1-jén játszotta, amikor a vegyes párosok küzdelmének második körében Bob Bryannel kétszettes vereséget szenvedtek. Az egyéni világranglista 25. helyén állt ekkor.

## Döntők

### Férfi egyes
Andy Murray  –  Novak Đoković 7–6(10), 7–5, 2–6, 3–6, 6–2

### Női egyes
Serena Williams –  Viktorija Azaranka 6–2, 2–6, 7–5

### Férfi páros
Bob Bryan /  Mike Bryan –  Lijendar Pedzs /  Radek Štěpánek 6–3, 6–4

### Női páros
Sara Errani /  Roberta Vinci –  Andrea Hlaváčková /  Lucie Hradecká 6–4, 6–2

### Vegyes páros
Jekatyerina Makarova /  Bruno Soares –  Květa Peschke /  Marcin Matkowski 6–7(8), 6–1, [12–10]

### Juniorok

#### Fiú egyéni
Filip Peliwo –  Liam Broady, 6–2, 2–6, 7–5

#### Lány egyéni
Samantha Crawford –  Anett Kontaveit, 7–5, 6–3

#### Fiú páros
Kyle Edmund /  Frederico Ferreira Silva –  Nick Kyrgios /  Jordan Thompson, 5–7, 6–4, [10–6]

#### Lány páros
Gabrielle Andrews /  Taylor Townsend –  Belinda Bencic /  Petra Uberalová, 6–3, 6–4

## Világranglistapontok
| Eredmény           | Férfi egyes | Férfi páros | Női egyes | Női páros |
| ------------------ | ----------- | ----------- | --------- | --------- |
| Győzelem           | 2000        | 2000        | 2000      | 2000      |
| Döntő              | 1200        | 1200        | 1400      | 1400      |
| Elődöntő           | 720         | 720         | 900       | 900       |
| Negyeddöntő        | 360         | 360         | 500       | 500       |
| 16 között          | 180         | 180         | 280       | 280       |
| 32 között          | 90          | 90          | 160       | 160       |
| 64 között          | 45          | 0           | 100       | 5         |
| 128 között         | 10          | –           | 5         | –         |
| Főtáblára jutás    | 25          | –           | 60        | –         |
| Selejtező (3. kör) | 16          | –           | 50        | –         |
| Selejtező (2. kör) | 8           | –           | 40        | –         |
| Selejtező (1. kör) | 0           | –           | 2         | –         |

## Pénzdíjazás
A torna teljes összdíjazása 25 526 000 dollárt tett ki. A férfi és a női egyéni győztes fejenként 1 900 000 dollárban részesült.
| Eredmény             | Egyes*       | Páros**                   | Vegyes páros**            |
| Győzelem             | 1 900 000 $  | 420 000 $                 | 150 000 $                 |
| Döntő                | 950 000 $    | 210 000 $                 | 70 000 $                  |
| Elődöntő             | 475 000 $    | 105 000 $                 | 30 000 $                  |
| Negyeddöntő          | 237 500 $    | 50 000 $                  | 15 000 $                  |
| 16 között            | 120 000 $    | 26 000 $                  | 10 000 $                  |
| 32 között            | 65 000 $     | 16 000 $                  | 5000 $                    |
| 64 között            | 37 000 $     | 11 000 $                  | –                         |
| 128 között           | 23 000 $     | –                         | –                         |
| Összesen             | 9 406 000 $* | 1 856 000 $*              | 500 000 $                 |
| Selejtező (döntő)    | 8638 $       | *Nemenként **Csapatonként | *Nemenként **Csapatonként |
| Selejtező (2. kör)   | 5775 $       | *Nemenként **Csapatonként | *Nemenként **Csapatonként |
| Selejtező (1. kör)   | 3000 $       | *Nemenként **Csapatonként | *Nemenként **Csapatonként |
| Összesen (selejtező) | 515 000 $*   | *Nemenként **Csapatonként | *Nemenként **Csapatonként |